# Wilfried Holtkamp
Wilfried Holtkamp (* 30. September 1953) ist ein ehemaliger deutscher Fußballspieler. Der Mittelfeldspieler gehört mit 106 Spielen in der 2. Bundesliga zu den fünf Spielern von Rot-Weiß Lüdenscheid, die in dieser Spielklasse mehr als hundert Spiele bestritten haben.

## Sportlicher Werdegang
Holtkamp stieg unter Trainer Klaus Hilpert mit Rot-Weiß Lüdenscheid 1977 in die 2. Bundesliga auf. In der Spielzeit 1977/78 war er zumeist nur Ergänzungsspieler, lediglich in fünf Zweitligapartien stand er in der Startformation. Erst unter dem ab Sommer 1978 tätigen Herbert Burdenski etablierte er sich in der Stammelf und gehörte an der Seite von Spielern wie Adalbert Grzelak, Ranko Petković, Manfred Lopatenko, Volker Rieske und Hans-Joachim Wrede auch unter den folgenden Trainern – es waren ab April 1979 Peter Ludwig, ab Sommer 1979 Werner Schumacher und ab Sommer 1980 Günter Luttrop in der Verantwortung – zu den Stammkräften. Für die bereits sportlich abgestiegenen Lüdenscheider rettete in der Spielzeit 1978/79 der Lizenzentzug für den FC St. Pauli sowie die Lizenzrückgabe von Westfalia Herne. In der folgenden Spielzeit war er mit sechs Saisontoren am Klassenerhalt beteiligt. Bei der Einführung der eingleisigen 2. Bundesliga nach Ende der Spielzeit 1980/81 landete der Klub auf dem drittletzten Tabellenplatz, ebenso hätte die Platzziffer aus den vorangegangenen Spielzeiten nicht zur Qualifikation gereicht. Inwiefern er nach 106 Zweitligaspielen, in denen er acht Tore erzielt hatte, mit dem Klub in der drittklassigen Oberliga Westfalen antrat, ist nach derzeitiger Quellenlage unklar.
Zwischen Juli 1992 und Herbst 2006 war der Betriebswirt Holtkamp zum Geschäftsführer der Stadtwerke von Olpe bestellt, später war er in gleicher Funktion bis 2018 bei den Stadtwerken Gütersloh tätig.